# 예산 향천사 천불전
예산 향천사 천불전(禮山 香泉寺 千佛殿)은 대한민국 충청남도 예산군 예산읍 향천리, 향천사에 있는 조선시대의 건축물이다. 1984년 5월 17일 충청남도의 문화재자료 제173호로 지정되었다.

## 개요
향천사는 수덕사에 딸린 절로 백제 승려 의각이 세운 절이다.
절 경내에 있는 극락전에서 70여m 떨어진 곳에 있는 천불전은 자연석 기단 위에 세운 법당이다.
앞면 4칸·옆면 3칸 규모이며, 지붕은 옆면에서 볼 때 사람 인(人)자 모양인 맞배지붕이다. 지붕을 받치기 위해 장식하여 만든 공포는 기둥 위와 기둥 사이에도 있는 다포 양식으로 꾸몄다. 건물의 앞면에는 모두 여닫이문을 달았고, 주춧돌은 잘 다듬지 않은 자연석을 사용하였다.
건물 안쪽에는 현재 1,515기의 불상을 모시고 있는데, 작은 불상은 거의 석고상이고, 큰 불상은 석재로 만든 것도 있다.
건물은 전체적으로 소박한 느낌을 주며, 건축 수법으로 보아 조선 중기 이후의 건물로 추정할 수 있다.

## 참고 문헌
- 향천사천불전 - 국가유산청 국가유산포털